# Phyllanthus inflatus
Phyllanthus inflatus är en emblikaväxtart som beskrevs av John Hutchinson. Phyllanthus inflatus ingår i släktet Phyllanthus och familjen emblikaväxter. Inga underarter finns listade i Catalogue of Life.